# Вебпроксі

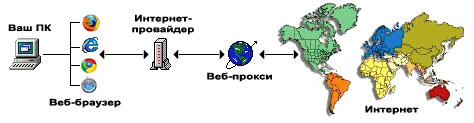
Схема підключення до мережі інтернет через вебпроксі

Вебпроксі (англ. Web Proxy Server) — це проксі-сервер і анонімайзер особливого виду, вебзастосунок (найчастіше написаний на PHP або Perl) встановлений на вебсервері, що є посередником для завантаження сайтів.
Вебпроксі можуть бути використані для:
- пришвидшення завантаження вебсайтів;
- тестування онлайн сервісів;
- приховування реальної IP-адреси і анонімного доступу до вебсайтів;
- отримання доступу до вебсайтів закритих для перегляду користувачів певних країн;

і багато інших цілей.

## Використання
Вебпроксі — встановлюється на вебсервері і забезпечує можливість його користувачам завантажувати довільні вебресурси від IP адреси цього сервера, що й забезпечує анонімність вебсерфінгу. Для використання вебпроксі, необхідно ввести адресу ресурсу що цікавить і, при бажанні вказавши додаткові настройки, активувати перехід. До додаткових налаштувань відносяться:
- заборона / дозвіл на обробку JavaScript;
- використання Cookie;
- кодування вебадреси та сторінки;
- заміна або очищення заголовка;

і ряд інших, що залежить від конкретного додатка.
При кодуванні до вебадреси ресурсу, що завантажується застосовуються алгоритми Base64 і ROT13. Для кодування вебсторінок використовується перетворення в HEX код всього текстового змісту вебсторінки. Застосування цих методів дозволяє отримати доступ до сторінок із забороненим контентом і перейти по вебадресі заблокованій Адміністратором. Адміністративними методами протидії використанню в локальних мережах вебпроксі можуть стати: посилення фільтрації контента і блокування адрес публічних вебпроксі.
Варто відзначити, що більшість хостерів забороняють встановлювати на дешевих тарифах віртуального хостингу вебпроксі з причини великого навантаження на сервер і активного споживання вхідного трафіку. Попри це обмеження, в Інтернет широко поширене створення цілих мереж вебпроксі, вони являють собою велику кількість різних доменних імен, розміщених на одному або декількох IP-адресах виділених серверів. Такі мережі використовуються їх власниками для отримання прибутку від реклами, що розміщується на цих ресурсах.

## Поширені скрипти вебпроксі

### A2
HTTP-проксі на основі PHP, призначений для обходу цензури, звісно, якщо сервер, на якому запущено скрипт, може отримати доступ до ресурсу.

### CGIProxy
CGI проксі-сервер з підтримкою HTTP і FTP протоколів. CGIProxy володіє однією з повних і найкращих серед аналогічних вебпроксі підтримок JavaScript, Adobe Flash і SSL (реалізованої на OpenSSL і Net:: SSLeay). Для своєї роботи вебскрипт вимагає підключений mod_perl або Perl 5.6.1 і вище. Налаштування вебпроксі виробляється в текстовому форматі і має велику гнучкість конфігурування. Система фільтрації CGIProxy дозволяє блокувати не тільки користувачів вебресурсу, але і вебсайти, запитувані користувачами. Опції конфігурації дозволяють обмежити типи завантаження контенту з метою скорочення навантаження на вебсервер, можливий перехід в повністю текстовий режим зміною лише одного параметра налаштувань.

### PHP-Proxy
Веб-проксі-скрипт, який підтримує складні сайти, як-от YouTube, і призначений для заміни інших проксі-скриптів, таких як Glype, PHProxy, CGIProxy, Surrogafier, ASProxy, Zelune... які або загинули назавжди, або творець перестав їх оновлювати.

### PHProxy
PHP проксі-сервер (з підтримкою HTTP протоколу), що надає можливість обходу різних обмежень, встановлених локальним проксі-сервером. Для прикладу, часто на університетських проксі-серверах закриті найпопулярніші розважальні вебресурси, щоб отримати доступ до таких ресурсів, можливо використовувати PHProxy. Для використання необхідний зовнішній вебсервер з підтримкою PHP, на якому встановлений PHProxy.

## Проблеми, пов'язані з використанням публічних веб-проксі

### Адреса вебпроксі не доступна[1]
Перш за все це може бути пов'язано з неможливістю зайти на вебпроксі через те, що він теж є заблокованим ресурсом. Заблокованим як всередині локальної мережі Адміністратором, так і власником вебпроксі. Очевидне рішення даної проблеми — спробувати інший ресурс.

### Не вдається підключитися до потрібного ресурсу[1]
З даною проблемою можна зіткнутися в декількох випадках:
- Маленька швидкість з'єднання між вебпроксі і введеною адресою ресурсу не дозволяє обробити і завантажити його за допомогою використовуваного вебпроксі.
- Адреса введеного ресурсу заблокована на цьому вебпроксі з яких-небудь причин.
- Вебпроксі може бути заблокований власником сайту, якого необхідно завантажити.

Дана проблема, незалежно від випадку може бути вирішена тільки шляхом використання іншої адреси вебпроксі.

### Фільтрація сильніша за засоби обходу, що використовуються[1]
еможливість перегляду через обмеження накладаються на зміст (контент) вебсайту. Рішенням даної проблеми може стати зміна налаштувань вебпроксі. Зазвичай, налаштування приховані і можуть бути показані після натискання посилання Options, що знаходиться в безпосередній близькості від поля введення адреси ресурсу. Там можна встановити різні параметри, найкориснішою може надати активація наступних опцій: «Encode URL», «Encode Page», «Strip page title», «Use base64 encoding on the address», наявність тієї чи іншої опції залежить від типу використовуваного вебпроксі.

### Деякі функції вебсайту недоступні[1]
Багато динамічних ресурсів представляють користувачам ряд функцій, виконання яких має здійснюватися безпосередньо на комп'ютері користувача. Так як, для доступу до цих ресурсів використовується вебпроксі, то саме вебпроксі в цей час є користувачем вебсайту, доступ до якого необхідно отримати. Тому через низку технічних проблем такі функції як авторизація, відправлення повідомлень, пошук і інші можуть виявитися недоступними. Рішення даної проблеми теж полягає в невеликій додаткового налаштування вебпроксі. Зазвичай ці налаштування приховані і можуть бути показані після натискання посилання Options, що знаходиться в безпосередній близькості від поля введення адреси ресурсу. Там можна змінити різні параметри, для вирішення цієї проблеми рекомендується відключити (зняти галочки) опції: «Remove Scripts», «Remove Objects» і перевірити чи встановлена галочка (✓) навпроти пункту «Allow Cookies».

### Каталоги публічних вебпроксі
- Зарубіжний каталог вебпроксі